# Dzierżawa (Silésie)
Pour les articles homonymes, voir Dzierżawa.
Dzierżawa (prononciation : [d͡ʑɛrˈʐava]) est une localité polonaise de la gmina de Siewierz, située dans le powiat de Będzin en voïvodie de Silésie.